# Ernst Fabisch
Ernst Fabisch (* 12. November 1910 in Breslau; † 1943 im KZ Auschwitz) war ein deutscher Kommunist und Widerstandskämpfer gegen den Nationalsozialismus.

## Leben
Fabisch war zunächst Mitglied der deutsch-jüdischen bündischen Jugend, schloss sich aber 1930 in Breslau der Kommunistischen Jugend-Opposition (KJO), der Jugendorganisation der Kommunistischen Partei-Opposition (KPO), an. Er ging nach Berlin und arbeitete bei Siemens, um sein Studium für Hoch- und Tiefbau an der Technischen Hochschule zu finanzieren.
Nach der „Machtergreifung“ der Nationalsozialisten beteiligte sich Fabisch als führender Funktionär der KJO am Kampf gegen das NS-Regime. Fabisch entging der ersten großen Verhaftungswelle und konnte in die Tschechoslowakei fliehen. Ab Sommer 1933 gehörte er – zusammen mit Walter Blass, Walter Ulbrich und Gerhard Hillebrand – der neuen, illegalen Leitung der Breslauer KPO-Gruppe an. Von der Gestapo verfolgt, floh er 1934 erneut in die Tschechoslowakei, später in die Sowjetunion. Fabisch war er ab Ende 1934 als Ingenieur am Bau des Kraftwerkes bei Stalinsk beteiligt und arbeitete als Konstrukteur im Iskra-Werk im Moskauer Gebiet.
Aufgrund seiner KPO-Mitgliedschaft geriet er im April 1937 in die Fänge des NKWD. Wegen „konterrevolutionärer Tätigkeit“ und „Teilnahme an der brandleristischen Gruppierung“ war Fabisch sechs Monate in Moskau inhaftiert und wurde im Januar 1938 ins Deutsche Reich abgeschoben. Bereits an der deutschen Grenze wurde er von der Gestapo verhaftet. In einem Prozess wurde Fabisch zu einer längeren Zuchthausstrafe verurteilt und später in einem KZ inhaftiert. Schwer tuberkulosekrank wurde er ins KZ Auschwitz verbracht. Dort wurde Fabisch wenige Wochen nach seiner Ankunft ermordet.